# استئصال المقلة
استئصال المقلة أو عملية استفراغ المقلة (بالإنجليزية: Evisceration of the eye)‏ هي عملية إزالة محتويات العين، مع الإبقاءِ على قشرة الصلبة وعضلان العين الخارجية سليمة. تُجرى هذه العملية عادةً لتقليل الألم وتحسين شكل العين المُتضررة في حالاتٍ مثل التهاب باطن المقلة غير المُستجيب للمضادات الحيوية. يُمكن وضعُ عين اصطناعية في المنطقة منزوعة المحتويات لتحسين الشَكل.
قد يُستخدم التخدير العام أو الموضعي أثناء استئصال المقلة، كما تُحقن مضادات الالتهاب والمضادات الحيوية عبر الوريد أثناء العملية.